# Ray (rivière)
Pour les articles homonymes, voir Ray.
La rivière Ray est un cours d'eau d'Alaska, aux États-Unis située dans la  région de recensement de Yukon-Koyukuk. C'est un affluent du fleuve Yukon.

## Description
Long de 43 milles (69 km), elle coule en direction de l'est pour se jeter dans le fleuve Yukon, à 28 milles (45 km) au nord-est de Rampart.
Son nom lui a été donné par le lieutenant H.T. Allen en 1885 en souvenir du capitaine Patrick Henry Ray qui avait établi une station météorologique à Barrow en 1881. Son nom indien était Tseetoht.

## Sources
- (en) « Ray (rivière) », Geographic Names Information System